# Sfax Railways Sports (Basketball)
Sfax Railways Sports (arabisch نادي سكك الحديد الصفاقسي, DMG Nādī Sikak al-Ḥadīd aṣ-Ṣafāqusī) ist ein tunesischer multisportlicher Verein aus Sfax, dessen Basketballteam einmal den nationalen Pokal gewann und zuletzt in der Saison 2014/15 in der ersten Liga spielte.
1983 gewann man den tunesischen Pokal, nachdem man Ezzahra Sports mit 87‒74 besiegte. Vier Jahre später, 1987, erreichte das Team das Pokalfinale, unterlag jedoch Étoile Olympique La Goulette Kram mit 52‒78.

## Erfolge
| Titel                                                                                  |
| -------------------------------------------------------------------------------------- |
| - Tunesischer Pokal - Pokalsieger: 1983 - Finalist: 1987 - Zweite Liga - Meister: 2014 |

## Heimhalle
Die Heimspiele bestreitet die Basketballabteilung in der Salle Mohamed-Ali-Akid, die Platz für etwa 2000 Zuschauer bietet. Die Halle ist benannt nach dem Nationalspieler Mohammed Ali Akid (* 5. Juli 1949; † 11. April 1979). Akid war Mittelstürmer beim Club Sportif Sfaxien und erzielte 14 Tore für die Nationalmannschaft.
Die Heimstätte teilt man sich mit dem Stade Sportif Sfaxien.